# Kierinsaari (ö i Kajanaland)
Kierinsaari är en ö i Finland. Den ligger i sjön Pieni-Kiimanen och i kommunen Sotkamo i den ekonomiska regionen  Kajana ekonomiska region  och landskapet Kajanaland, i den centrala delen av landet, 500 km norr om huvudstaden Helsingfors. Öns största längd är 3,2 kilometer i sydöst-nordvästlig riktning.